# Pandarus floridanus
A Pandarus floridanus az állkapcsilábas rákok (Maxillopoda) osztályának a Siphonostomatoida rendjébe, ezen belül a Pandaridae családjába tartozó faj.

## Tudnivalók
Tengeri élőlény, amely az Atlanti-óceán nyugati felén fordul elő. A kanadai Új-Skóciától kezdve egészen Dél-Amerikáig található meg. Mint sok más rokona, a Pandarus floridanus is élősködő életmódot folytat. A gazdaállatai a következők: szürke szirtcápa (Carcharhinus amblyrhynchos), tigriscápa (Galeocerdo cuvier), kékcápa (Prionace glauca), közönséges pörölycápa (Sphyrna zygaena), homoki tigriscápa (Carcharias taurus), fehér cápa (Carcharodon carcharias), röviduszonyú makócápa (Isurus oxyrinchus), heringcápa (Lamna nasus) és atlanti zsibbasztó rája (Torpedo nobiliana).